# Callistochiton colimensis
Callistochiton colimensis är en blötdjursart som först beskrevs av A.G. Smith 1961.  Callistochiton colimensis ingår i släktet Callistochiton och familjen Ischnochitonidae. Inga underarter finns listade i Catalogue of Life.